# Bytomskie Centrum Kultury
Bytomskie Centrum Kultury – samorządowa instytucja kultury utworzona w 1992 roku przez gminę Bytom z siedzibą w budynku przy placu Karin Stanek 1 w Bytomiu.
Bytomskie Centrum Kultury zajmuje się organizowaniem, prezentowaniem oraz promowaniem przedsięwzięć artystycznych i kulturalnych. Działalność Centrum oraz należącej do niego Centrum Sztuki Współczesnej Kronika obejmuje rozmaite dziedziny sztuki, jak teatr, muzykę, plastykę oraz działania interdyscyplinarne. 
Wizytówką Bytomskiego Centrum Kultury są imprezy cykliczne. Do najważniejszych projektów organizowanych przez BECEK należą m.in.: Krawiecka Art Pasaż (cykl koncertów w plenerze – głównie muzyki klasycznej i nowoczesnej oraz jazzu), Scena Familijna (spektakle dla dzieci), Feriada (warsztaty dla dzieci i młodzieży podczas ferii zimowych), BeCeKobus (wakacyjne warsztaty dla dzieci prowadzone w różnych dzielnicach Bytomia), Ogólnopolski Festiwal Piosenki Poetyckiej „Kwiaty na Kamieniach”, Bytomska Jesień Literacka, Międzynarodowy Festiwal TEATROMANIA, HartOFFanie Teatrem (cykl spektakli zrealizowanych przez niezależne,eksperymentalne teatry).
W Bytomskim Centrum Kultury działa także Kino BCK („BCKino”), prezentujące filmy w 3 salach: wielkiej („To Tu”) głównej („Gloria") oraz kameralnej („Ki Nowa”). 
W ciągu ostatnich lat BECEK rozwija swoją działalność międzynarodową, współpracuje z instytucjami artystycznymi w Polsce i za granicą.